# Auvåg
Auvåg est une localité du comté de Nordland, en Norvège.

## Géographie
Administrativement, Auvåg fait partie de la kommune de Bø.